# John Nutt
John Nutt (antes de 1600 - después de 1632) fue un pirata inglés. Fue uno de los bandoleros más notorios de su tiempo, atacando la costa del sur de Canadá y el oeste de Inglaterra durante más de tres años antes de ser capturado por Sir John Eliot en 1623. Su arresto y condena provocaron un escándalo en la corte inglesa, luego de que Nutt le pagara a Eliot 500 libras esterlinas a cambio de un indulto, para finalmente ser liberado por el secretario de Estado George Calvert . 

## Biografía
Nacido en Lympstone, cerca de Exmouth en Devon, Inglaterra, John Nutt llegó a Terranova como artillero en un barco proveniente de Dartmouth alrededor de los años 1620. Decidió instalarse definitivamente en la zona y trasladó a su familia a vivir a Torbay, Terranova y Labrador. Pronto organizó una pequeña tripulación con la que se apoderó de un pequeño barco de pesca francés, así como de otros dos barcos franceses (otro relato afirma que los barcos eran ingleses y flamencos ) durante el verano de 1621 antes de regresar a la costa occidental de Inglaterra. Continuó usando marineros desempleados, particularmente aquellos reclutados para el servicio militar, y de hecho atrajo a un número significativo de marinos de la Royal Navy pagando salarios y comisiones regulares. También ofreció sus servicios para proteger los asentamientos franceses e ingleses, incluida la colonia de Avalon, entonces bajo el liderazgo de George Calvert .
Continuó asaltando barcos tanto en el golfo de San Lorenzo como en el mar de Irlanda durante más de tres años, a menudo evitando los intentos de detenerlo, antes de solicitar un perdón real a John Eliot, el vicealmirante de Devon. Eliot estuvo de acuerdo a cambio de una fianza de £ 500, sin embargo, Eliot lo arrestó y lo encarceló una vez que regresó a Inglaterra. Juzgado y condenado por piratería, Nutt estaba a punto de ser ahorcado cuando George Calvert, entonces Secretario de Estado, intervino en su favor, ya que había sido un amigo y socio suyo mientras Nutt y su familia vivían en Avalon Colony. Nutt recibió su perdón y también se le concedieron £ 100 en compensación, mientras que Eliot, por su traición, fue acusado de malversación de fondos en el cargo y encarcelado.